# Birgitta Knutsdotter (Algotssönernas ätt)
Birgitta Knutsdotter, död 1381, var en svensk godsägare.

## Biografi
Birgitta Knutsdotter (Algotssönernas ätt) var dotter till riksrådet Knut Folkesson och Margareta Torgilsdotter.

### Egendom
Hon ägde jord i Göstrings härad och Hanekinds härad i Östergötland. Birgitta donerade egendom till bland annat klosterbygget i Vadstena och till domkyrkobygget i Uppsala.

### Familj
Birgitta Knutsdotter gifte sig första gången 20 januari 1331 på Rönö i Rönö socken med Erik Boberg.
Hon gifte sig andra gången före 29 mars 1346 med riddaren och riksrådet Magnus Gislesson (Sparre av Aspnäs). De fick tillsammans dottern Helena Magnusdotter (Sparre).